# Gastrimargus immaculatus
Gastrimargus immaculatus is een rechtvleugelig insect uit de familie veldsprinkhanen (Acrididae). De wetenschappelijke naam van deze soort is voor het eerst geldig gepubliceerd in 1957 door Lucien Chopard.
1. ↑  (en) Gastrimargus immaculatus op de IUCN Red List of Threatened Species.